# VSOP計画
VSOP計画 (VLBI Space Observatory Programme) は、宇宙科学研究所（現宇宙航空研究開発機構）・国立天文台で研究・開発・運用が行われたスペースVLBI計画である。「VSOP」の名称は計画の中心人物であった森本雅樹が酒を好んでいたことに由来する。

## 計画の経緯
1980年代後半、宇宙科学研究所及び国立天文台にて議論が行われ、宇宙に展開できるタイプの電波望遠鏡構築に関する研究が始まる。工学試験衛星として、1992年の宇宙計画委員会にて、承認を受け、開発が始まる。心臓部の受信装置、並びに、衛星観測に必要な運用ソフトウエアの開発が国立天文台にて行われ、衛星本体及び太陽電池モジュール、展開型の宇宙アンテナの開発が宇宙科学研究所にて行われる。
1997年2月12日に打ち上げられた人工衛星はるか（MUSES-B）を用いて、世界各国の電波望遠鏡とともに長大な基線を持つ干渉計（VLBI）を構成し、遠方の銀河やクェーサーの観測に成果をあげた。予定では4年間の運用であったが、衛星軌道が高いことや、運用に関しても管制業務が連続的に行えたため、7年間に渡り運用を行うことができた。
宇宙VLBI計画が始まったとき、丁度アメリカ合衆国のDARPAではSDI計画の最中であり、勘違いされたこともある。

### VSOP-2計画
2008年当時、2012年ごろを目標に、より精密な観測を行う人工衛星(ASTRO-G)を打ち上げるVSOP-2計画が進められていた。VSOP-2計画では、より高い周波数の宇宙電波を捉える機器の開発や宇宙で展開する高利得アンテナの開発研究、偏波受信装置の開発研究が進められていたものの、2009年に展開式アンテナの鏡面精度が要求水準を満たさないという技術的課題が判明したことにより、同年に予算が停止、2010年度予算はゼロとなり、プロジェクトは中断状態となった。この間に課題の検討が進められたところ、達成可能な鏡面精度では当初予定された成果は得られず、科学的目標を妥協してもなお開発資金と期間が予定を大幅に超えるとの結論に達した。
2010年12月には計画を主導する宇宙科学研究所がASTRO-Gの中止を判断。その後プロジェクト中止へ向けて準備を進め、2011年8月24日の宇宙開発委員会において、JAXAからASTRO-G計画の中止が提案された。そして2011年11月30日の宇宙開発委員会の結論を受け、正式にプロジェクトの中止が決定された。

### 研究分野
- 天文学/宇宙物理学 - 電波天文学 - 開口合成

### 共同研究機関
- 国立天文台

### 次の計画
- ASTRO-G